# ŠK Vardar Mostar
ŠK Vardar Mostar bivši je bosanskohercegovački nogometni klub iz Mostara. Bio je dio Sarajevskog nogometnog podsaveza.
Većina igrača bili su vojnici, preciznije zrakoplovci, koji su bili smješteni u Mostaru.

## Povijest
Osnovan pod imenom Soko 1925., klub je kasnije djelovao pod imenima ŠK Jadran i ŠK Vardar. Jadran je bio nasljednik Srpskog športskog kluba Vardar. Jadran je obnovljen 1931. pod imenom Vardar. Prema pisanju splitskog dnevnika Nova doba 1932., klub je 1925. bio prvak Hercegovine. Osim nogometne, tada je imao i lakoatletsku i zabavnu sekciju, a planirano je i osnivanje sekcija za tenis i hazenu. Klupske boje 1932. bile su plava i bijela, a za godinu osnutka navedena je 1922.
Prestao je djelovati 1941., godine u kojoj se Drugi svjetski rat proširio na Jugoslaviju. Zabranjen je 1945. Nakon kraja Drugog svjetskog rata bio je pokušaj obnavljanja kluba.